# Клемент, Патрик
Патрик Клемент (фр. Patrick Clement) — французский дзюдоист, 8-кратный чемпион (1965—1968) и бронзовый (1972) призёр чемпионатов Франции, победитель и призёр международных турниров, победитель (1968) и серебряный призёр (1966, 1967) командных чемпионатов Европы, серебряный (1965, 1968) и бронзовый (1967, 1971) призёр чемпионатов Европы. Выступал в средней (до 80 кг) и абсолютной весовых категориях.